# Ancien portail de l'abbaye de Troarn
L'ancien portail de l’abbaye de Troarn est un édifice situé à Banneville-la-Campagne, en France.

## Localisation
Le monument est situé dans le département français du Calvados, en limite nord du territoire de la commune de Banneville-la-Campagne, à l'entrée du bourg de Sannerville.

## Historique
Le portail a été déplacé au XIXe siècle de l'abbaye Saint-Martin de Troarn pour servir d'entrée au château de Banneville.
L'édifice est inscrit au titre des Monuments historiques depuis le 25 juin 1928.

## Architecture
Les armoiries ont été bûchées, et ne sont pas identifiées.